# Бретт Ґаллант
Бретт Ґаллант (18 лютого 1990 , Шарлоттаун ) — канадський керлінгіст, бронзовий призер Олімпійських ігор 2022 року, призер чемпіонатів світу.